# 羽倉崎上町
羽倉崎上町（はぐらざきうえまち）は、大阪府泉佐野市の地名。現行行政地名は羽倉崎上町一丁目から羽倉崎上町三丁目。住居表示は一丁目と三丁目が実施済み、二丁目が未実施。

## 地理
泉佐野市北部に位置する。北は羽倉崎、東羽倉崎町、東は新安松、南は南中安松、西は田尻町嘉祥寺に隣接する。

## 世帯数と人口
2020年（令和2年）4月30日現在（泉佐野市発表）の世帯数と人口は以下の通りである。
| 丁目             | 世帯数  | 人口    |
| ---------------- | ------- | ------- |
| 羽倉崎上町一丁目 | 267世帯 | 354人   |
| 羽倉崎上町二丁目 | 142世帯 | 245人   |
| 羽倉崎上町三丁目 | 362世帯 | 684人   |
| 計               | 771世帯 | 1,283人 |

### 人口の変遷
国勢調査による人口の推移。
| 2000年（平成12年） | 1,225人 | [ 6 ] |  |
| 2005年（平成17年） | 1,100人 | [ 7 ] |  |
| 2010年（平成22年） | 1,174人 | [ 8 ] |  |
| 2015年（平成27年） | 1,357人 | [ 9 ] |  |

### 世帯数の変遷
国勢調査による世帯数の推移。
| 2000年（平成12年） | 508世帯 | [ 6 ] |  |
| 2005年（平成17年） | 447世帯 | [ 7 ] |  |
| 2010年（平成22年） | 538世帯 | [ 8 ] |  |
| 2015年（平成27年） | 669世帯 | [ 9 ] |  |

## 学区
市立小・中学校に通う場合、学区は以下の通りとなる（2020年5月時点）。
| 番・番地等 | 小学校               | 中学校               |
| ---------- | -------------------- | -------------------- |
| 全域       | 泉佐野市立末広小学校 | 泉佐野市立佐野中学校 |

## 事業所
2016年（平成28年）現在の経済センサス調査による事業所数と従業員数は以下の通りである。
| 丁目             | 事業所数 | 従業員数 |
| ---------------- | -------- | -------- |
| 羽倉崎上町一丁目 | 32事業所 | 106人    |
| 羽倉崎上町二丁目 | 16事業所 | 172人    |
| 羽倉崎上町三丁目 | 16事業所 | 161人    |
| 計               | 64事業所 | 439人    |

## 交通
- 南海電鉄南海本線羽倉崎駅 - 駅敷地の一部にあたる。出入口は設置されていない。

## その他

### 日本郵便
- 郵便番号 : 598-0037[3]（集配局：泉佐野郵便局[12]）。